# Gran Premio di superbike di Imola 2012
Il Gran Premio di superbike di Imola 2012 è la seconda prova del mondiale superbike 2012, nello stesso fine settimana si corre il secondo gran premio stagionale del mondiale supersport 2012 e il primo della Superstock 1000 FIM Cup. Ha registrato le vittorie di Carlos Checa in Superbike, in entrambe le gare, di Fabien Foret in Supersport e di Sylvain Barrier in Superstock 1000.

## Superbike

### Gara 1
Fonte

#### Arrivati al traguardo
| Pos. | Nº  | Pilota          | Squadra                       | Motocicletta         | Giri | Tempo     | Griglia | Punti |
| ---- | --- | --------------- | ----------------------------- | -------------------- | ---- | --------- | ------- | ----- |
| 1º   | 7   | Carlos Checa    | Althea Racing                 | Ducati 1098R         | 21   | 38:06.264 | 3º      | 25    |
| 2º   | 66  | Tom Sykes       | Kawasaki Racing               | Kawasaki ZX-10R      | 21   | +3.206    | 1º      | 20    |
| 3º   | 91  | Leon Haslam     | BMW Motorrad Motorsport       | BMW S1000 RR         | 21   | +5.593    | 4º      | 16    |
| 4º   | 3   | Max Biaggi      | Aprilia Racing                | Aprilia RSV4 Factory | 21   | +6.519    | 5º      | 13    |
| 5º   | 58  | Eugene Laverty  | Aprilia Racing                | Aprilia RSV4 Factory | 21   | +24.662   | 11º     | 11    |
| 6º   | 33  | Marco Melandri  | BMW Motorrad Motorsport       | BMW S1000 RR         | 21   | +27.261   | 6º      | 10    |
| 7º   | 17  | Joan Lascorz    | Kawasaki Racing               | Kawasaki ZX-10R      | 21   | +27.384   | 8º      | 9     |
| 8º   | 87  | Lorenzo Zanetti | PATA Racing                   | Ducati 1098R         | 21   | +28.299   | 9º      | 8     |
| 9º   | 65  | Jonathan Rea    | Honda World Superbike         | Honda CBR1000RR      | 21   | +34.067   | 7º      | 7     |
| 10º  | 59  | Niccolò Canepa  | Red Devils Roma               | Ducati 1098R         | 21   | +35.724   | 14º     | 6     |
| 11º  | 96  | Jakub Smrž      | Liberty Racing Team Effenbert | Ducati 1098R         | 21   | +36.738   | 10º     | 5     |
| 12º  | 121 | Maxime Berger   | Effenbert Liberty Racing      | Ducati 1098R         | 21   | +37.257   | 13º     | 4     |
| 13º  | 21  | John Hopkins    | Crescent Fixi Suzuki          | Suzuki GSX-R1000     | 21   | +50.418   | 19º     | 3     |
| 14º  | 36  | Leandro Mercado | Team Pedercini                | Kawasaki ZX-10R      | 21   | +53.623   | 24º     | 2     |
| 15º  | 86  | Ayrton Badovini | BMW Motorrad Italia GoldBet   | BMW S1000 RR         | 21   | +53.942   | 16º     | 1     |
| 16º  | 68  | Brett McCormick | Liberty Racing Team Effenbert | Ducati 1098R         | 21   | +54.139   | 22º     |       |
| 17º  | 18  | Mark Aitchison  | Grillini Progea Superbike     | BMW S1000 RR         | 21   | +57.944   | 21º     |       |
| 18º  | 4   | Hiroshi Aoyama  | Honda World Superbike         | Honda CBR1000RR      | 21   | +1:06.233 | 23º     |       |
| 19º  | 44  | David Salom     | Team Pedercini                | Kawasaki ZX-10R      | 16   | +5 giri   | 20º     |       |

#### Ritirati
| Nº | Pilota           | Squadra                     | Motocicletta         | Giri | Griglia |
| -- | ---------------- | --------------------------- | -------------------- | ---- | ------- |
| 84 | Michel Fabrizio  | BMW Motorrad Italia GoldBet | BMW S1000 RR         | 8    | 18º     |
| 34 | Davide Giugliano | Althea Racing               | Ducati 1098R         | 8    | 12º     |
| 50 | Sylvain Guintoli | Effenbert Liberty Racing    | Ducati 1098R         | 1    | 2º      |
| 19 | Chaz Davies      | ParkinGO MTC Racing         | Aprilia RSV4 Factory | 1    | 17º     |
| 2  | Leon Camier      | Crescent Fixi Suzuki        | Suzuki GSX-R1000     | 0    | 15º     |
| 15 | Lorenzo Alfonsi  | Pro Ride Real Game Honda    | Honda CBR1000RR      | 0    | 25º     |

### Gara 2
Fonte

#### Arrivati al traguardo
| Pos. | Nº  | Pilota           | Squadra                       | Motocicletta         | Giri | Tempo     | Griglia | Punti |
| ---- | --- | ---------------- | ----------------------------- | -------------------- | ---- | --------- | ------- | ----- |
| 1º   | 7   | Carlos Checa     | Althea Racing                 | Ducati 1098R         | 21   | 37:57.571 | 3º      | 25    |
| 2º   | 66  | Tom Sykes        | Kawasaki Racing               | Kawasaki ZX-10R      | 21   | +1.935    | 1º      | 20    |
| 3º   | 91  | Leon Haslam      | BMW Motorrad Motorsport       | BMW S1000 RR         | 21   | +2.969    | 4º      | 16    |
| 4º   | 3   | Max Biaggi       | Aprilia Racing                | Aprilia RSV4 Factory | 21   | +3.346    | 5º      | 13    |
| 5º   | 65  | Jonathan Rea     | Honda World Superbike         | Honda CBR1000RR      | 21   | +18.925   | 7º      | 11    |
| 6º   | 58  | Eugene Laverty   | Aprilia Racing                | Aprilia RSV4 Factory | 21   | +21.180   | 11º     | 10    |
| 7º   | 96  | Jakub Smrž       | Liberty Racing Team Effenbert | Ducati 1098R         | 21   | +21.392   | 10º     | 9     |
| 8º   | 2   | Leon Camier      | Crescent Fixi Suzuki          | Suzuki GSX-R1000     | 21   | +23.797   | 15º     | 8     |
| 9º   | 17  | Joan Lascorz     | Kawasaki Racing               | Kawasaki ZX-10R      | 21   | +24.219   | 8º      | 7     |
| 10º  | 33  | Marco Melandri   | BMW Motorrad Motorsport       | BMW S1000 RR         | 21   | +25.599   | 6º      | 6     |
| 11º  | 50  | Sylvain Guintoli | Effenbert Liberty Racing      | Ducati 1098R         | 21   | +25.776   | 2º      | 5     |
| 12º  | 121 | Maxime Berger    | Effenbert Liberty Racing      | Ducati 1098R         | 21   | +26.004   | 13º     | 4     |
| 13º  | 87  | Lorenzo Zanetti  | PATA Racing                   | Ducati 1098R         | 21   | +31.172   | 9º      | 3     |
| 14º  | 19  | Chaz Davies      | ParkinGO MTC Racing           | Aprilia RSV4 Factory | 21   | +33.837   | 17º     | 2     |
| 15º  | 86  | Ayrton Badovini  | BMW Motorrad Italia GoldBet   | BMW S1000 RR         | 21   | +45.541   | 16º     | 1     |
| 16º  | 68  | Brett McCormick  | Liberty Racing Team Effenbert | Ducati 1098R         | 21   | +50.807   | 22º     |       |
| 17º  | 44  | David Salom      | Team Pedercini                | Kawasaki ZX-10R      | 21   | +51.083   | 20º     |       |
| 18º  | 18  | Mark Aitchison   | Grillini Progea Superbike     | BMW S1000 RR         | 21   | +57.833   | 21º     |       |

#### Ritirati
| Nº | Pilota           | Squadra                     | Motocicletta     | Giri | Griglia |
| -- | ---------------- | --------------------------- | ---------------- | ---- | ------- |
| 34 | Davide Giugliano | Althea Racing               | Ducati 1098R     | 20   | 12º     |
| 59 | Niccolò Canepa   | Red Devils Roma             | Ducati 1098R     | 17   | 14º     |
| 36 | Leandro Mercado  | Team Pedercini              | Kawasaki ZX-10R  | 14   | 24º     |
| 4  | Hiroshi Aoyama   | Honda World Superbike       | Honda CBR1000RR  | 12   | 23º     |
| 15 | Lorenzo Alfonsi  | Pro Ride Real Game Honda    | Honda CBR1000RR  | 8    | 25º     |
| 21 | John Hopkins     | Crescent Fixi Suzuki        | Suzuki GSX-R1000 | 4    | 19º     |
| 84 | Michel Fabrizio  | BMW Motorrad Italia GoldBet | BMW S1000 RR     | 0    | 18º     |

## Supersport
Fonte

### Arrivati al traguardo
| Pos. | Nº | Pilota            | Squadra                     | Motocicletta        | Giri | Tempo     | Griglia | Punti |
| ---- | -- | ----------------- | --------------------------- | ------------------- | ---- | --------- | ------- | ----- |
| 1º   | 99 | Fabien Foret      | Kawasaki Intermoto Step     | Kawasaki ZX-6R      | 19   | 35:44.653 | 6º      | 25    |
| 2º   | 11 | Sam Lowes         | Bogdanka PTR Honda          | Honda CBR600RR      | 19   | +0.574    | 1º      | 20    |
| 3º   | 34 | Ronan Quarmby     | PTR Honda                   | Honda CBR600RR      | 19   | +17.266   | 11º     | 16    |
| 4º   | 22 | Roberto Tamburini | Team Lorini                 | Honda CBR600RR      | 19   | +17.270   | 7º      | 13    |
| 5º   | 31 | Vittorio Iannuzzo | Power Team by Suriano       | Triumph Daytona 675 | 19   | +22.953   | 14º     | 11    |
| 6º   | 65 | Vladimir Leonov   | Yakhnich Motorsport         | Yamaha YZF R6       | 19   | +25.509   | 13º     | 10    |
| 7º   | 38 | Balázs Németh     | Racing Team Toth            | Honda CBR600RR      | 19   | +30.042   | 9º      | 9     |
| 8º   | 8  | Andrea Antonelli  | Team Lorini                 | Honda CBR600RR      | 19   | +32.429   | 16º     | 8     |
| 9º   | 55 | Massimo Roccoli   | Bike Service - WTR TEN 10   | Yamaha YZF R6       | 19   | +37.894   | 8º      | 7     |
| 10º  | 32 | Sheridan Morais   | Kawasaki DeltaFin Lorenzini | Kawasaki ZX-6R      | 19   | +39.265   | 2º      | 6     |
| 11º  | 25 | Alex Baldolini    | Power Team by Suriano       | Triumph Daytona 675 | 19   | +46.848   | 15º     | 5     |
| 12º  | 64 | Joshua Day        | Team GOELEVEN               | Kawasaki ZX-6R      | 19   | +56.679   | 17º     | 4     |
| 13º  | 98 | Romain Lanusse    | Kawasaki Intermoto Step     | Kawasaki ZX-6R      | 19   | +57.925   | 20º     | 3     |
| 14º  | 87 | Luca Marconi      | VFT Racing                  | Yamaha YZF R6       | 19   | +1:04.381 | 24º     | 2     |
| 15º  | 3  | Jed Metcher       | Rivamoto Junior             | Yamaha YZF R6       | 19   | +1:11.922 | 19º     | 1     |
| 16º  | 81 | Cristiano Erbacci | Bike Service - WTR TEN 10   | Yamaha YZF R6       | 19   | +1:12.356 | 21º     |       |
| 17º  | 40 | Martin Jessopp    | Riders PTR Honda            | Honda CBR600RR      | 19   | +1:14.321 | 18º     |       |
| 18º  | 52 | Lukáš Pešek       | PRORACE                     | Honda CBR600RR      | 19   | +1:20.799 | 12º     |       |
| 19º  | 33 | Yves Polzer       | MRC Austria                 | Yamaha YZF R6       | 18   | +1 giro   | 26º     |       |
| 20º  | 23 | Broc Parkes       | Ten Kate Racing Products    | Honda CBR600RR      | 18   | +1 giro   | 5º      |       |
| 21º  | 24 | Eduard Blokhin    | Rivamoto                    | Yamaha YZF R6       | 17   | +2 giri   | 28º     |       |

### Ritirati
| Nº | Pilota        | Squadra          | Motocicletta   | Giri | Griglia |
| -- | ------------- | ---------------- | -------------- | ---- | ------- |
| 13 | Dino Lombardi | PATA by Martini  | Yamaha YZF R6  | 18   | 22º     |
| 61 | Fabio Menghi  | VFT Racing       | Yamaha YZF R6  | 17   | 25º     |
| 10 | Imre Tóth     | Racing Team Toth | Honda CBR600RR | 9    | 27º     |
| 16 | Jules Cluzel  | PTR Honda        | Honda CBR600RR | 5    | 4º      |
| 18 | David Látr    | SMS Racing       | Honda CBR600RR | 1    | 28º     |

### Squalificati
Kenan Sofuoğlu e Mathew Scholtz sono stati squalificati con la bandiera nera per non aver rispettato l'obbligo di effettuare i "ride through" a loro assegnati per il taglio della variante bassa. 
| Nº | Pilota         | Squadra                     | Motocicletta   | Giri | Griglia |
| -- | -------------- | --------------------------- | -------------- | ---- | ------- |
| 20 | Mathew Scholtz | Bogdanka PTR Honda          | Honda CBR600RR | 12   | 10º     |
| 54 | Kenan Sofuoğlu | Kawasaki DeltaFin Lorenzini | Kawasaki ZX-6R | 7    | 3º      |

### Non partito
| Nº | Pilota        | Squadra            | Motocicletta   |
| -- | ------------- | ------------------ | -------------- |
| 19 | Paweł Szkopek | Bogdanka Honda PTR | Honda CBR600RR |

### Non qualificati
| Nº | Pilota        | Squadra     | Motocicletta   |
| -- | ------------- | ----------- | -------------- |
| 27 | Thomas Caiani | KUJA Racing | Honda CBR600RR |
| 73 | Oleg Pozdneev | Rivamoto    | Yamaha YZF R6  |

## Superstock
La pole position è stata fatta segnare da Eddi La Marra in 1:50.403, mentre Sylvain Barrier ha effettuato il giro più veloce in gara, in 1:51.551. La gara è stata interrotta dopo 6 giri con la bandiera rossa per un incidente che ha coinvolto Heber Pedrosa e Massimo Parziani. La corsa è poi ripartita sulla distanza di 5 giri, con la griglia di partenza determinata dalla classifica della prima parte, e l'ordine d'arrivo della seconda parte di gara ha determinato il risultato finale.

### Arrivati al traguardo
| Pos. | Nº  | Pilota              | Squadra                     | Motocicletta         | Giri | Tempo    | Griglia | Punti |
| ---- | --- | ------------------- | --------------------------- | -------------------- | ---- | -------- | ------- | ----- |
| 1º   | 20  | Sylvain Barrier     | BMW Motorrad Italia GoldBet | BMW S1000 RR         | 5    | 9:25.462 | 4º      | 25    |
| 2º   | 65  | Loris Baz           | MRS                         | Kawasaki ZX-10R      | 5    | +0.700   | 5º      | 20    |
| 3º   | 47  | Eddi La Marra       | Barni Racing Team Italia    | Ducati 1199 Panigale | 5    | +1.098   | 1º      | 16    |
| 4º   | 21  | Markus Reiterberger | Alpha Racing                | BMW S1000 RR         | 5    | +1.240   | 2º      | 13    |
| 5º   | 67  | Bryan Staring       | Team Pedercini              | Kawasaki ZX-10R      | 5    | +5.638   | 9º      | 11    |
| 6º   | 15  | Fabio Massei        | EAB Ten Kate Junior         | Honda CBR1000RR      | 5    | +11.703  | 8º      | 10    |
| 7º   | 24  | Kev Coghlan         | DMC Racing                  | Ducati 1199 Panigale | 5    | +13.079  | 12º     | 9     |
| 8º   | 32  | Lorenzo Savadori    | Barni Racing Team Italia    | Ducati 1199 Panigale | 5    | +13.210  | 6º      | 8     |
| 9º   | 55  | Tomáš Svitok        | SK Energy Racing            | Ducati 1098R         | 5    | +15.069  | 16º     | 7     |
| 10º  | 37  | Andrzej Chmielewski | Red Devils Roma             | Ducati 1098R         | 5    | +18.545  | 17º     | 6     |
| 11º  | 44  | Federico Dittadi    | Team Riviera                | Aprilia RSV4 APRC    | 5    | +22.074  | 14º     | 5     |
| 12º  | 40  | Alen Győrfi         | MetalCom-Adrenalin H-Moto   | Honda CBR1000RR      | 5    | +22.840  | 15º     | 4     |
| 13º  | 155 | Tiago Dias          | Team Dias                   | Kawasaki ZX-10R      | 5    | +24.262  | 23º     | 3     |
| 14º  | 36  | Philippe Thiriet    | Brazil by ASPI              | Kawasaki ZX-10R      | 5    | +28.065  | 21º     | 2     |
| 15º  | 14  | Lorenzo Baroni      | BMW Motorrad Italia GoldBet | BMW S1000 RR         | 5    | +28.286  | 3º      | 1     |

### Ritirato
| Nº | Pilota           | Squadra          | Motocicletta | Giri | Griglia |
| -- | ---------------- | ---------------- | ------------ | ---- | ------- |
| 5  | Marco Bussolotti | SK Energy Racing | Ducati 1098R | 2    | 7º      |

### Non ripartiti per la seconda parte di gara
| Nº | Pilota           | Squadra        | Motocicletta      | Griglia |
| -- | ---------------- | -------------- | ----------------- | ------- |
| 42 | Heber Pedrosa    | Brazil by ASPI | Kawasaki ZX-10R   | 20º     |
| 88 | Massimo Parziani | M.V. Racing    | Aprilia RSV4 APRC | 18º     |

### Ritirati nella prima parte di gara
| Nº | Pilota              | Squadra             | Motocicletta         | Giri | Griglia |
| -- | ------------------- | ------------------- | -------------------- | ---- | ------- |
| 93 | Matthieu Lussiana   | Team ASPI           | Kawasaki ZX-10R      | 4    | 13º     |
| 71 | Christoffer Bergman | BWG Racing Kawasaki | Kawasaki ZX-10R      | 1    | 22º     |
| 39 | Randy Pagaud        | Team OGP            | Kawasaki ZX-10R      | 0    | 19º     |
| 23 | Federico Sandi      | Althea Racing       | Ducati 1199 Panigale | 0    | 11º     |
| 11 | Jérémy Guarnoni     | Team Pedercini      | Kawasaki ZX-10R      | 0    | 10º     |

### Non qualificati
| Nº | Pilota           | Squadra       | Motocicletta         |
| -- | ---------------- | ------------- | -------------------- |
| 61 | Alexey Ivanov    | DMC Racing    | Ducati 1199 Panigale |
| 30 | Bogdan Vrajitoru | CSM Bucharest | Kawasaki ZX-10R      |